# Cormontreuil
Cormontreuil est une commune française, située dans le département de la Marne en région Grand Est. Elle fait partie de la communauté d'agglomération Reims Métropole.
Ses habitants sont appelés les Cormontreuillois (un Cormontreuillois, une Cormontreuilloise).

## Géographie

### Situation
La commune (médiathèque, église) reste assez agréable et permet un bon compromis entre campagne et urbanisme, facile d'accès depuis le centre-ville de Reims par l'autoroute à l'échangeur Cormontreuil-Charleville, ou bien par l'avenue de Champagne appelé également « voie du Rouillat ».

### Communes limitrophes
|       | Reims        |        |
| Reims | Cormontreuil | Taissy |
|       | Trois-Puits  |        |

### Hydrographie

#### Réseau hydrographique
La commune est dans la région hydrographique « la Seine du confluent de l'Oise (inclus) à l'embouchure » au sein du bassin Seine-Normandie. Elle est drainée par la Vesle,.
Le territoire communal est limité au nord par l'un des bras de la Vesle, un sous-affluent de la Seine par l'Aisne puis par l'Oise.

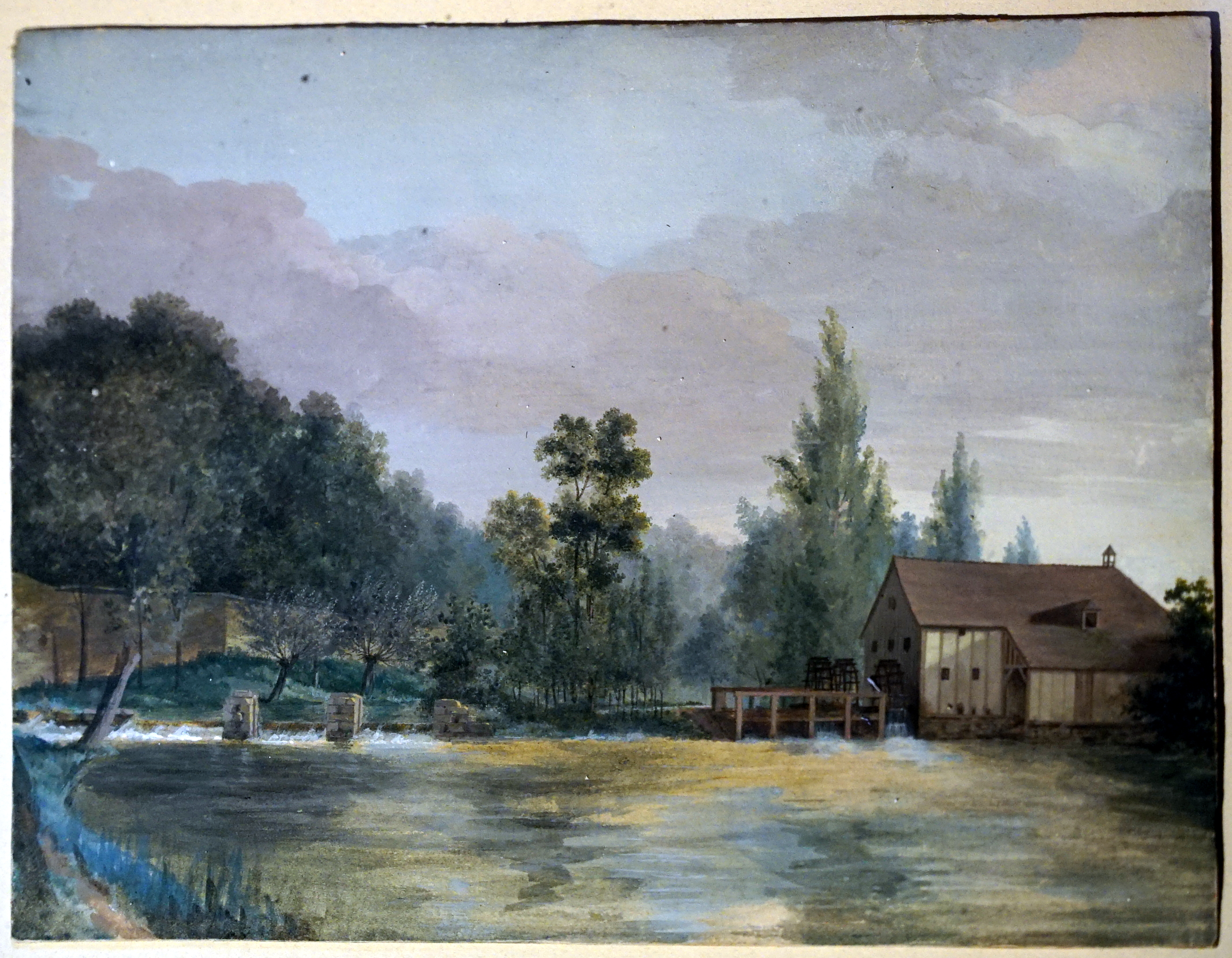
Représentation du moulin de Cormontreuil.
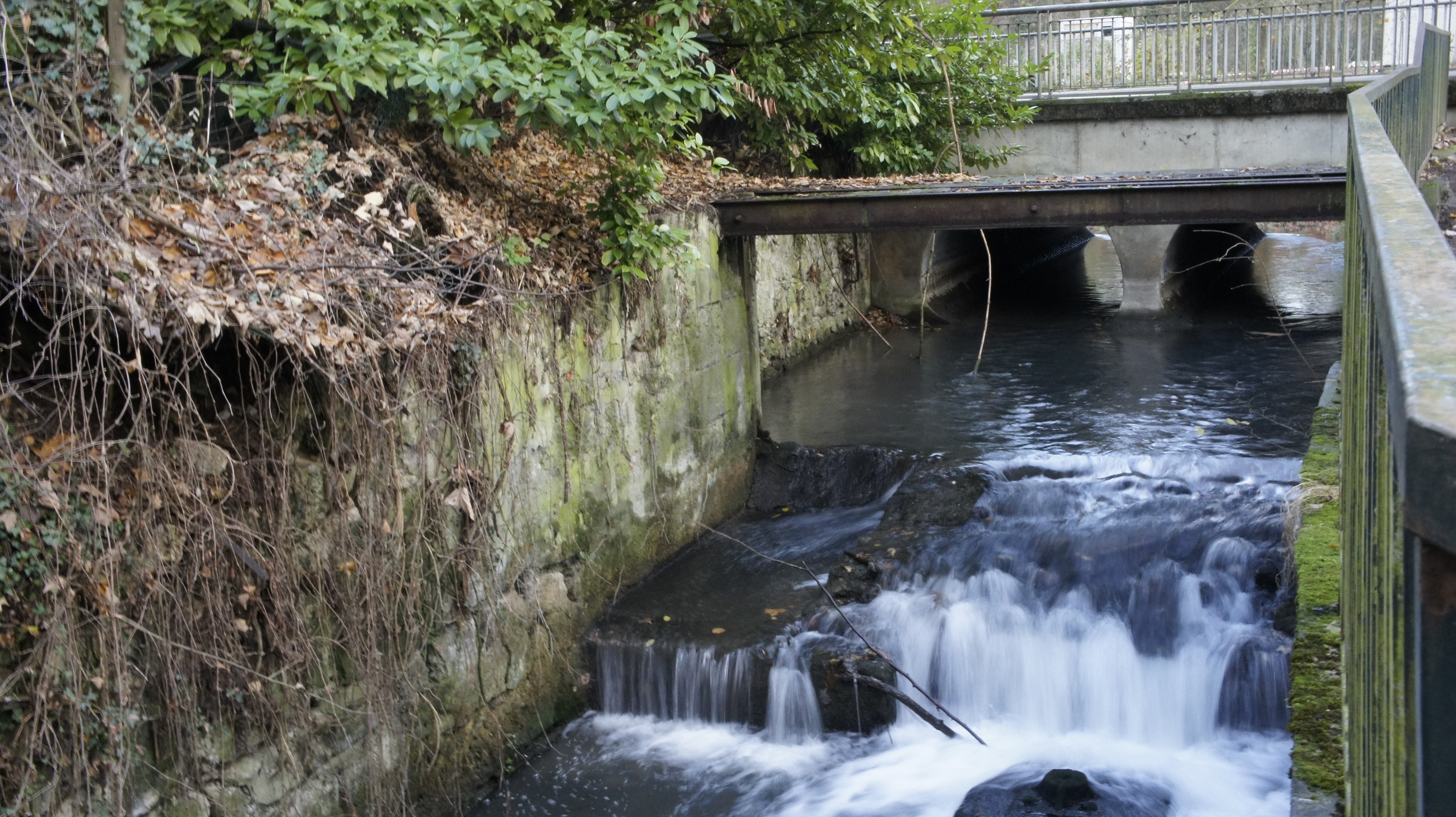
Déversoir de la Vesle à Cormontreuil.

La Vesle, d'une longueur de 139 km, prend sa source dans la commune de Somme-Vesle et se jette  dans l'Aisne à Ciry-Salsogne, après avoir traversé 52 communes. 

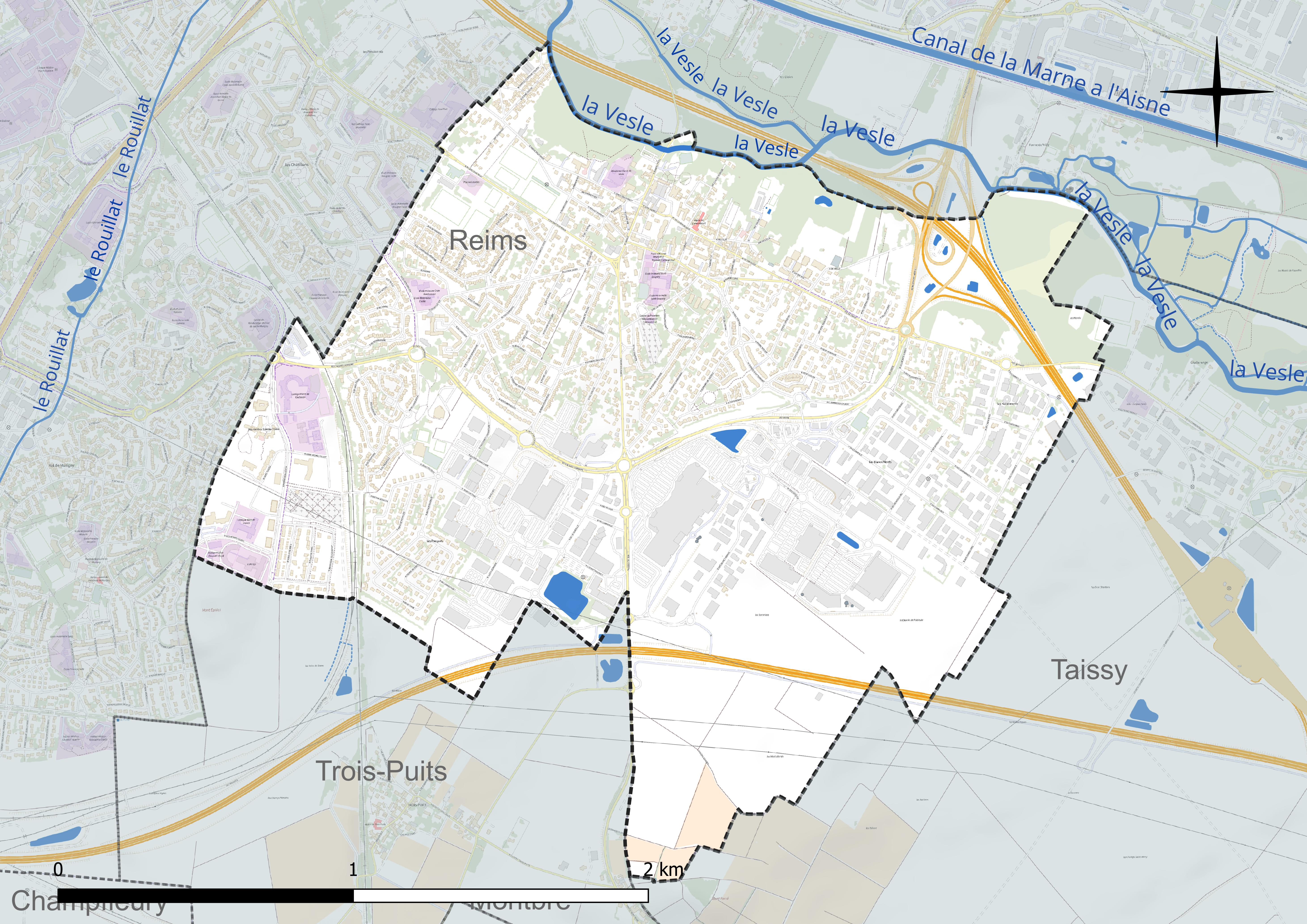
Réseau hydrographique de Cormontreuil.

#### Gestion et qualité des eaux
Le territoire communal est couvert par le schéma d'aménagement et de gestion des eaux (SAGE) « Aisne Vesle Suippe ». Ce document de planification, dont le territoire s’étend sur 3 096 km2 répartis sur trois départements (Aisne, Marne et Ardennes) et deux régions (Champagne-Ardenne et Picardie), a été approuvé le 16 décembre 2013. La structure porteuse de l'élaboration et de la mise en œuvre est le Syndicat d’aménagement des bassins Aisne Vesle Suippe (SIABAVES). 
La qualité des cours d’eau peut être consultée sur un site dédié géré par les agences de l’eau et l’Agence française pour la biodiversité. 

### Climat
Pour des articles plus généraux, voir Climat du Grand Est et Climat de la Marne.
En 2010, le climat de la commune est de type climat océanique dégradé des plaines du Centre et du Nord, selon une étude du Centre national de la recherche scientifique s'appuyant sur une série de données couvrant la période 1971-2000. En 2020, Météo-France publie une typologie des climats de la France métropolitaine dans laquelle la commune est exposée à un climat océanique altéré et est dans la région climatique  Nord-est du bassin Parisien, caractérisée par un ensoleillement médiocre, une pluviométrie moyenne régulièrement répartie au cours de l’année et un hiver froid (3 °C). 
Pour la période 1971-2000, la température annuelle moyenne est de 10,4 °C, avec une amplitude thermique annuelle de 15,3 °C. Le cumul annuel moyen de précipitations est de 703 mm, avec 11,2 jours de précipitations en janvier et 8,2 jours en juillet. Pour la période 1991-2020, la température moyenne annuelle observée sur la station météorologique de Météo-France la plus proche, « Mailly-civc », sur la commune de Mailly-Champagne à 9 km à vol d'oiseau, est de 11,2 °C et le cumul annuel moyen de précipitations est de 755,5 mm. 
La température maximale relevée sur cette station est de 39,8 °C, atteinte le 25 juillet 2019 ; la température minimale est de −20 °C, atteinte le 16 janvier 1985,,. 
| Mois                                  | jan.           | fév.           | mars           | avril         | mai             | juin            | jui.           | août           | sep.           | oct.          | nov.             | déc.             | année     |
| ------------------------------------- | -------------- | -------------- | -------------- | ------------- | --------------- | --------------- | -------------- | -------------- | -------------- | ------------- | ---------------- | ---------------- | --------- |
| Température minimale moyenne (°C)     | 1,2            | 1,2            | 3,6            | 6,1           | 9,7             | 12,5            | 14,4           | 14,1           | 11,1           | 8,4           | 4,5              | 2                | 7,4       |
| Température moyenne (°C)              | 3,5            | 4              | 7,4            | 10,6          | 14,3            | 17,4            | 19,6           | 19,3           | 15,6           | 11,8          | 7                | 4,2              | 11,2      |
| Température maximale moyenne (°C)     | 5,8            | 6,9            | 11,2           | 15,2          | 19              | 22,3            | 24,8           | 24,5           | 20,2           | 15,2          | 9,5              | 6,4              | 15,1      |
| Record de froid (°C) date du record   | −20 16.01.1985 | −15 07.02.1991 | −10,4 01.03.05 | −5 12.04.1986 | 0 01.05.1989    | 2,7 13.06.1978  | 5,5 01.07.1984 | 3,4 28.08.1978 | 1,3 19.09.1977 | −5,1 24.10.03 | −10,2 23.11.1998 | −12,5 29.12.1996 | −20 1985  |
| Record de chaleur (°C) date du record | 15 09.01.1991  | 19,5 26.02.19  | 24,3 31.03.21  | 27,7 20.04.18 | 33,6 08.05.1976 | 36,6 30.06.1976 | 39,8 25.07.19  | 38,8 12.08.03  | 32,9 15.09.20  | 27 03.10.1985 | 20 07.11.15      | 15,6 17.12.15    | 39,8 2019 |
| Précipitations (mm)                   | 68,5           | 55,9           | 52,2           | 45,8          | 60,8            | 65,1            | 64,1           | 62,7           | 55,5           | 68,7          | 69,8             | 86,4             | 755,5     |

| Diagramme climatique                                  |            |             |             |           |              |              |              |              |             |            |          |
| J                                                     | F          | M           | A           | M         | J            | J            | A            | S            | O           | N          | D        |
| 5,81,268,5                                            | 6,91,255,9 | 11,23,652,2 | 15,26,145,8 | 199,760,8 | 22,312,565,1 | 24,814,464,1 | 24,514,162,7 | 20,211,155,5 | 15,28,468,7 | 9,54,569,8 | 6,4286,4 |
| Moyennes : • Temp. maxi et mini °C • Précipitation mm |            |             |             |           |              |              |              |              |             |            |          |

Les paramètres climatiques de la commune ont été estimés pour le milieu du siècle (2041-2070) selon différents scénarios d'émission de gaz à effet de serre à partir des nouvelles projections climatiques de référence DRIAS-2020. Ils sont consultables sur un site dédié publié par Météo-France en novembre 2022.

## Urbanisme
Les zones d'habitations de type pavillonnaire ou résidentielles sont très recherchées, par leur rapport qualité-prix et un confort de vie agréable (calme, verdure, sport, propreté, et proximité avec la cité des sacres).

### Typologie
Au 1er janvier 2024, Cormontreuil est catégorisée grand centre urbain, selon la nouvelle grille communale de densité à sept niveaux définie par l'Insee en 2022.
Elle appartient à l'unité urbaine de Reims, une agglomération intra-départementale regroupant neuf  communes, dont elle est une commune de la banlieue,,. Par ailleurs la commune fait partie de l'aire d'attraction de Reims, dont elle est une commune du pôle principal,. Cette aire, qui regroupe 294 communes, est catégorisée dans les aires de 200 000 à moins de 700 000 habitants,.

### Occupation des sols
L'occupation des sols de la commune, telle qu'elle ressort de la base de données européenne d’occupation biophysique des sols Corine Land Cover (CLC), est marquée par l'importance des territoires artificialisés (72,7 % en 2018), en augmentation par rapport à 1990 (51,6 %). La répartition détaillée en 2018 est la suivante : 
zones urbanisées (48,6 %), zones industrielles ou commerciales et réseaux de communication (24,2 %), terres arables (16 %), forêts (10 %), cultures permanentes (1,2 %). L'évolution de l’occupation des sols de la commune et de ses infrastructures peut être observée sur les différentes représentations cartographiques du territoire : la carte de Cassini (XVIIIe siècle), la carte d'état-major (1820-1866) et les cartes ou photos aériennes de l'IGN pour la période actuelle (1950 à aujourd'hui).

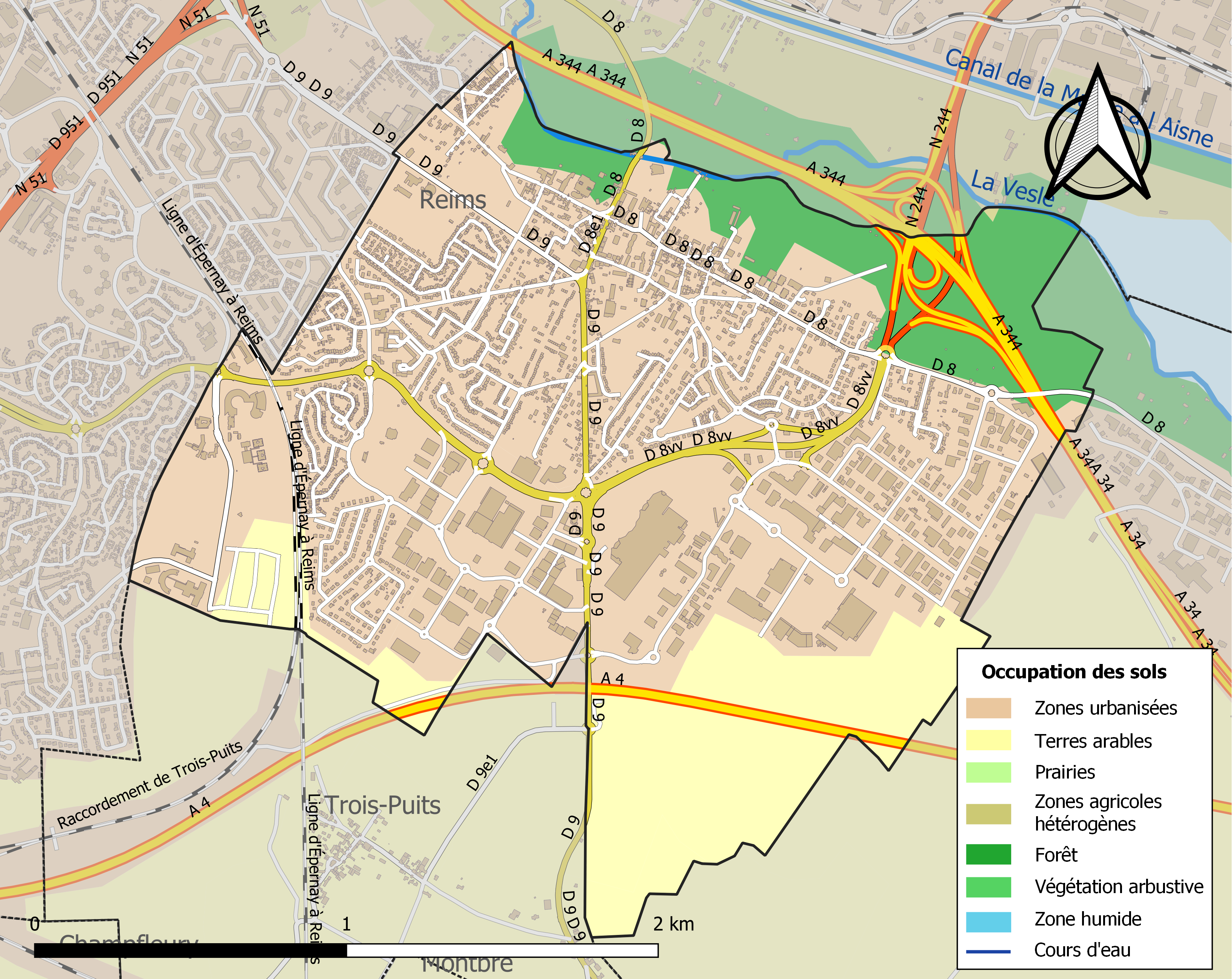
Carte des infrastructures et de l'occupation des sols de la commune en 2018 (CLC).

### Habitat et logement
En 2018, le nombre total de logements dans la commune était de 221, alors qu'il était de 198 en 2013 et de 181 en 2008.
Parmi ces logements, 84,3 % étaient des résidences principales, 3,7 % des résidences secondaires et 12 % des logements vacants. Ces logements étaient pour 96,3 % d'entre eux des maisons individuelles et pour 3,7 % des appartements.
Le tableau ci-dessous présente la typologie des logements à Cormontreuil en 2018 en comparaison avec celle de la Marne et de la France entière. Une caractéristique marquante du parc de logements est ainsi une proportion de résidences secondaires et logements occasionnels (3,7 %) supérieure à celle du département (2,9 %) et à celle de la France entière (9,7 %). Concernant le statut d'occupation de ces logements, 82,4 % des habitants de la commune sont propriétaires de leur logement (80,5 % en 2013), contre 51,7 % pour la Marne et 57,5 pour la France entière.
| Typologie                                               | Cormontreuil | Marne | France entière |
| ------------------------------------------------------- | ------------ | ----- | -------------- |
| Résidences principales (en %)                           | 84,3         | 88,1  | 82,1           |
| Résidences secondaires et logements occasionnels (en %) | 3,7          | 2,9   | 9,7            |
| Logements vacants (en %)                                | 12           | 9     | 8,2            |

### Voies de communication et transports

#### Transports en commun
La commune est desservie par le réseau de transports en commun de l'agglomération CITURA via les lignes :
- bus    2  (Gare Centre ↔ Ccial de Cormontreuil)
- bus    9  (Saint-Brice Courcelles - Victoire ↔ Cormontreuil - Blancs Monts)
- bus  12  (Gare Champagne TGV ↔ Ccial de Cormontreuil)
- bus  15  (Méliès ↔ Cormontreuil - Coubertin) (Ligne scolaire ne circulant qu'à certaines heures)
- bus  16  (Opéra ↔ Prunay - Mairie)

La commune est également desservie par les lignes de transport à la demande   TAD Sud-Ouest  pour la commune de Trois-Puits et   TAD Sud-Est  pour les communes de Saint-Léonard et Puisieulx.

## Toponymie
La plus ancienne trace écrite faisant référence à l'existence de la localité se trouve dans le Polyptyque de Saint-Remi datant de 850. Cormontreuil y est mentionnée sous le nom de Curtis Monasteriolis, signifiant la cour, le domaine ou la ferme du monastère. En 1169, il est appelé Curtis Monasterii

## Histoire
Des fouilles effectuées en 2001 au lieu-dit les Blancs Monts ont permis de découvrir une occupation du site datant de la période protohistorique.
Depuis la fin du XIXe siècle, la commune était un lieu de villégiature des habitants de Reims, desservie par le Chemins de fer de la Banlieue de Reims (|C.B.R.) et accueillait des bals populaires, une baignade dans la Vesle et de grandes demeures bourgeoises : château de la Morinerie ancien château Duchâtel de Montflambert puis Pinon ; le château Dauphinot construit en 1875 ; la maison Cocquebert de Montfort puis Givelet.
En 1892, un lavoir est construit sur la Vesle juste à côté du moulin Monlauren.
D'immenses dégâts furent infligés à la ville durant la Première Guerre mondiale qui virent la disparition de la maison Pinon, du moulin, du musée Kellerman qui se trouvait en face de la mairie qui fut reconstruite en 1924. La commune est décorée de la Croix de guerre 1914-1918 le 30 mai 1921.

Cormontreuil au tout début du XXe siècle
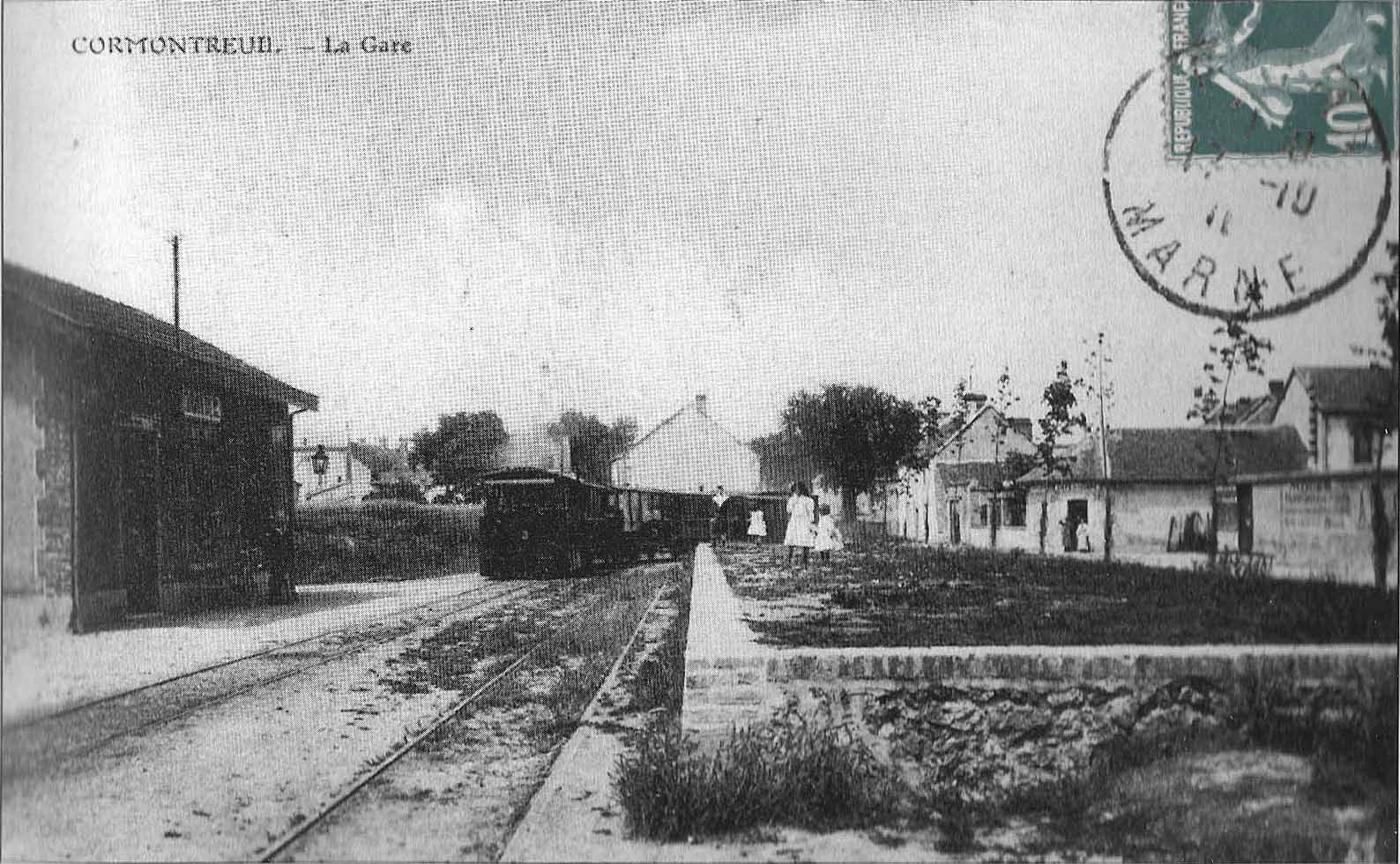
La gare C.B.R.
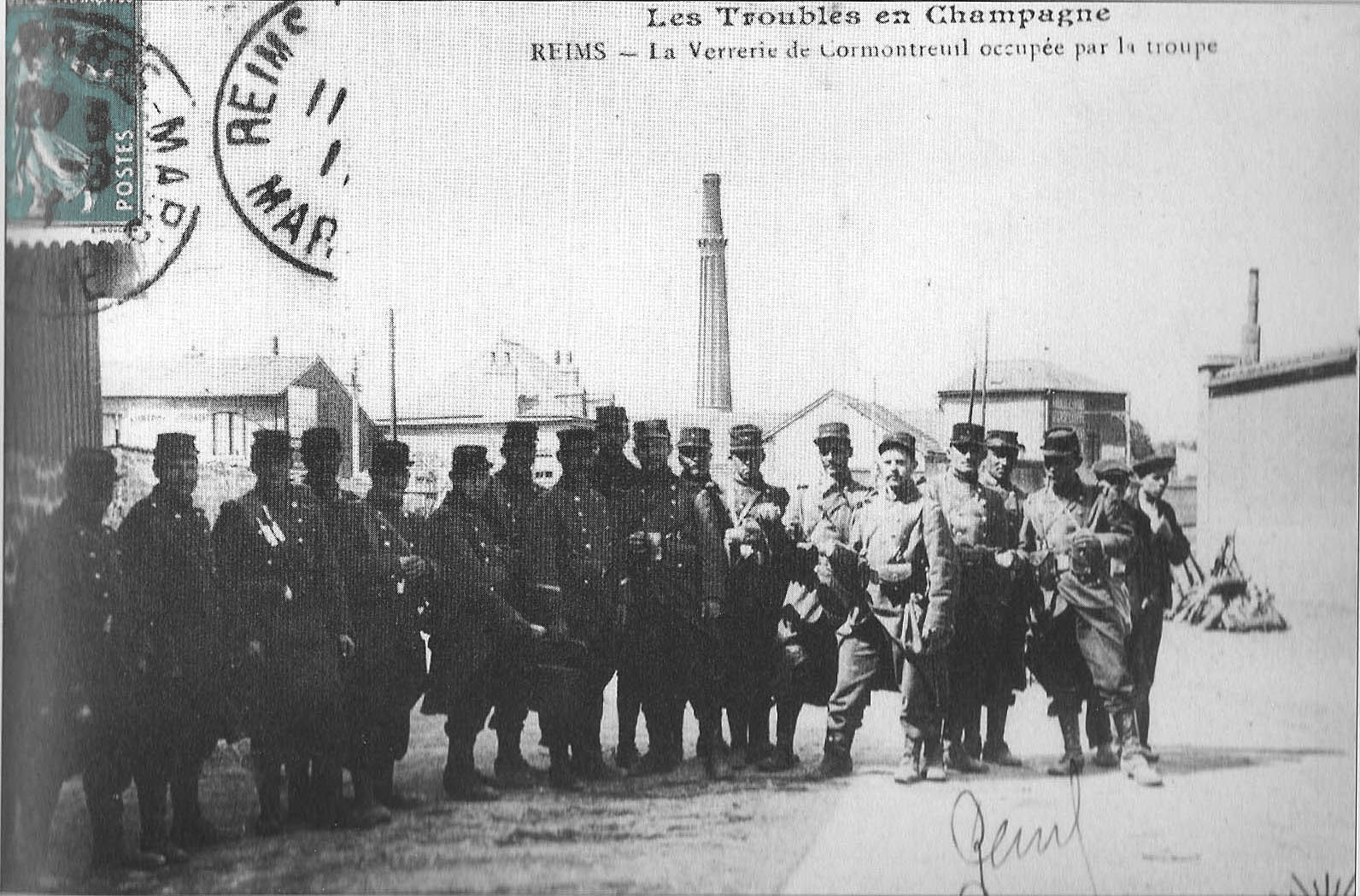
La verrerie occupée par l'armée en 1911 lors de troubles sociaux.
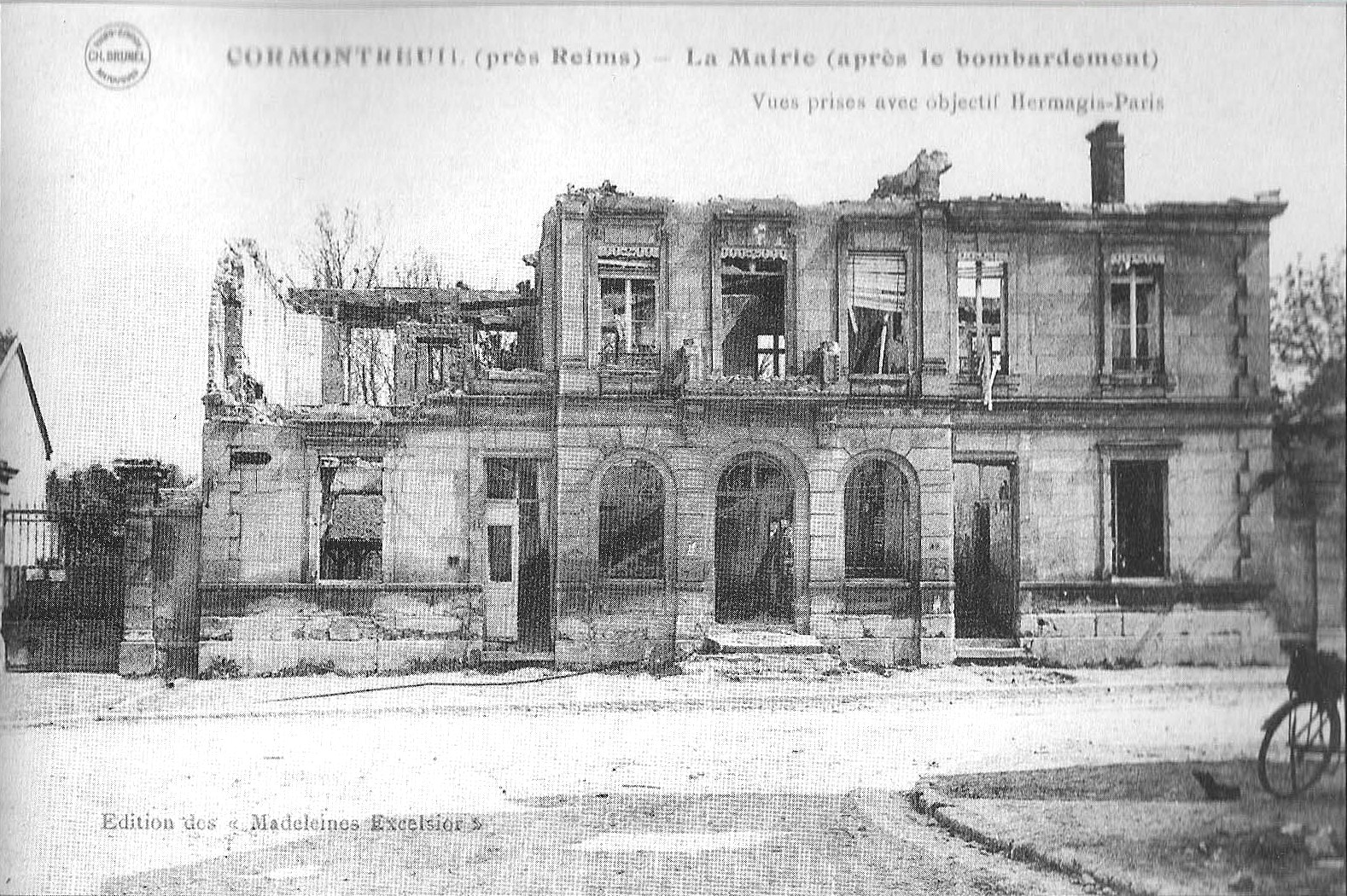
La mairie détruite en 1917.
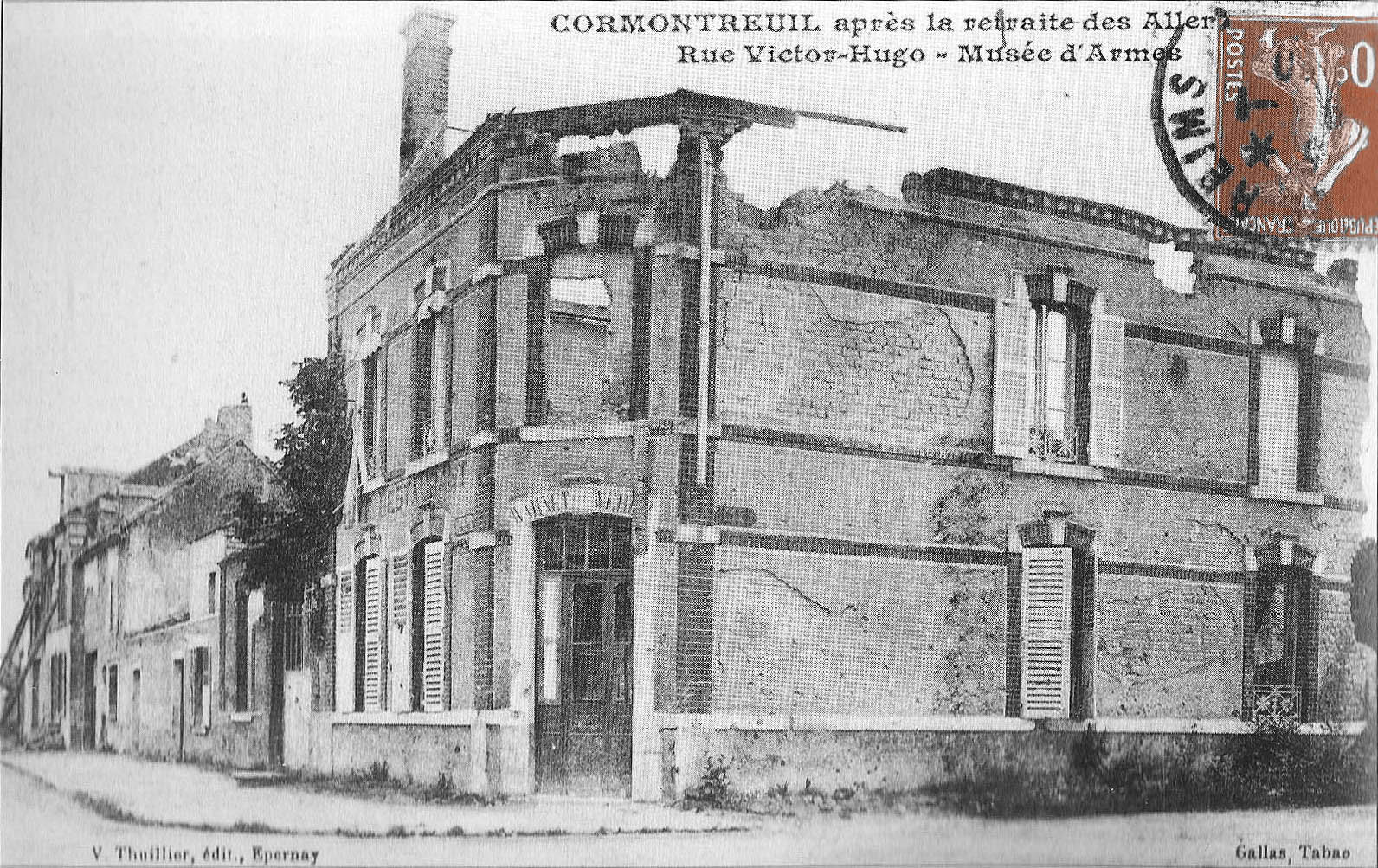
Le café Happillon en ruines.

## Politique et administration

### Tendances politiques et résultats
Lors du premier tour des élections municipales de 2014 dans la Marne, la liste DVG menée par  le maire sortant  obtient la majorité absolue des suffrages exprimés, avec 2 458 voix (78,55 %,	26 conseillers municipaux élus dont 6 communautaires), devançant très largement celle UMP-UDI menée par Cédric Thiry, qui a recueilli 671 voix (21,44 %, 3 conseillers municipaux élus.
Lors de ce scrutin, 37,61 % des électeurs se sont abstenus.
Lors des élections municipales de 2020 dans la Marne, Jean Marx est candidat à un troisième mandat. S'il est élu conseiller départemental depuis 2015 sous les couleurs du Parti socialiste, la liste qu'il mène est cependant classée « divers » par la préfecture. Jean Marx affronte son deuxième adjoint chargé de l'urbanisme et du développement économique, André Van Compernolle, qui prend la tête d'une liste d'opposition de tendance divers gauche
Lors du premier tour, la liste menée par le maire sortant Jean Marx obtient la majorité absolue des suffrages exprimés, avec 1 412 voix, devançant très largement la liste DVG menée par André Van Compernolle, qui a recueilli 765 voix (35,14 %, 2 conseillers municipaux élus.
Lors de ce scrutin marqué par la pandémie de Covid-19 en France, 27,07 % des électeurs se sont abstenus.

### Liste des maires
| Période                                  | Période                        | Identité         | Étiquette   | Qualité |
| ---------------------------------------- | ------------------------------ | ---------------- | ----------- | --- |
| Les données manquantes sont à compléter. |                                |                  |             | |
| ca. 1805                                 |                                | Philippe Lemoine |             | |
| 1874                                     | 1879                           | M. Monlaurent    |             | |
| Les données manquantes sont à compléter. |                                |                  |             | |
| ca. 1907                                 |                                | Émile Lecompère  |             | |
| Les données manquantes sont à compléter. |                                |                  |             | |
| mars 1959                                | février 1960 (démission)       | Pierre Paul      |             | |
| février 1960                             | juin 1979 (démission)          | Marcel Boucher   |             | Préparateur en pharmacie puis adjoint de direction                                                                                           |
| juin 1979                                | mars 2008                      | Michel Voisin    | PS          | Maître de conférences Conseiller général de Reims-7 (1980 → 2008)                                                                            |
| mars 2008                                | En cours (au 25 novembre 2020) | Jean Marx        | PS puis DVG | Chercheur retraité Conseiller général de Reims-7 (2008 → 2015) Conseiller départemental de Reims-8 (2015 → ) Réélu pour le mandat 2020-2026, |

## Démographie
L'évolution du nombre d'habitants est connue à travers les recensements de la population effectués dans la commune depuis 1793. Pour les communes de moins de 10 000 habitants, une enquête de recensement portant sur toute la population est réalisée tous les cinq ans, les populations de référence des années intermédiaires étant quant à elles estimées par interpolation ou extrapolation. Pour la commune, le premier recensement exhaustif entrant dans le cadre du nouveau dispositif a été réalisé en 2006.

En 2022, la commune comptait 6 454 habitants, en évolution de −1,13 % par rapport à 2016 (Marne : −1,19 %, France hors Mayotte : +2,11 %).
| 1793 | 1800 | 1806 | 1821 | 1831 | 1836 | 1841 | 1846 | 1851 |
| ---- | ---- | ---- | ---- | ---- | ---- | ---- | ---- | ---- |
| 430  | 486  | 499  | 525  | 566  | 591  | 629  | 625  | 618  |

| 1856 | 1861 | 1866 | 1872 | 1876 | 1881 | 1886 | 1891 | 1896 |
| ---- | ---- | ---- | ---- | ---- | ---- | ---- | ---- | ---- |
| 600  | 581  | 600  | 583  | 607  | 637  | 664  | 702  | 704  |

| 1901 | 1906 | 1911 | 1921 | 1926 | 1931  | 1936  | 1946  | 1954  |
| ---- | ---- | ---- | ---- | ---- | ----- | ----- | ----- | ----- |
| 724  | 702  | 788  | 736  | 973  | 1 220 | 1 085 | 1 242 | 1 467 |

| 1962  | 1968  | 1975  | 1982  | 1990  | 1999  | 2006  | 2011  | 2016  |
| ----- | ----- | ----- | ----- | ----- | ----- | ----- | ----- | ----- |
| 1 343 | 1 602 | 3 601 | 6 080 | 5 745 | 6 390 | 6 238 | 5 999 | 6 528 |

| 2021  | 2022  | - | - | - | - | - | - | - |
| ----- | ----- | - | - | - | - | - | - | - |
| 6 456 | 6 454 | - | - | - | - | - | - | - |

## Économie
Cormontreuil est une ville mitoyenne à la ville de Reims. De très nombreux magasins se trouvent en zone d'activité économique (ZAC de Cormontreuil) dont un grand centre commercial.

## Culture et patrimoine

### Lieux et monuments
- L'église Saint-André est fondée en 1159 par l'abbesse de Saint-Pierre-les-Dames. La nef n'avait alors que quatre travées et un porche triple et était de style roman. Il ne reste plus que l'abside de cette époque. 
Après avoir une  dépendance de Saint-Jean de Reims l'édifice est érigé en église paroissiale en 1686. 
 Les vitraux des bas-côtés sont de Roger Tourte Jacques Grüber. Représentant les béatitudes, ils sont installés en 1933 en souvenir des morts de la Première Guerre mondiale. L'église  contient aussi des stèles aux morts des deux Guerres mondiales.
- Monastère Sainte-Claire.
- La Maison aux Champs.
- Le monument aux morts d'AFN, est dans la zone commerciale de la commune.
- Le monument à François Augé, ouvrier teinturier fusillé le 7 septembre 1870 par les Allemands.
- La Médiathèque a été construite récemment près de la M.J.E.P.

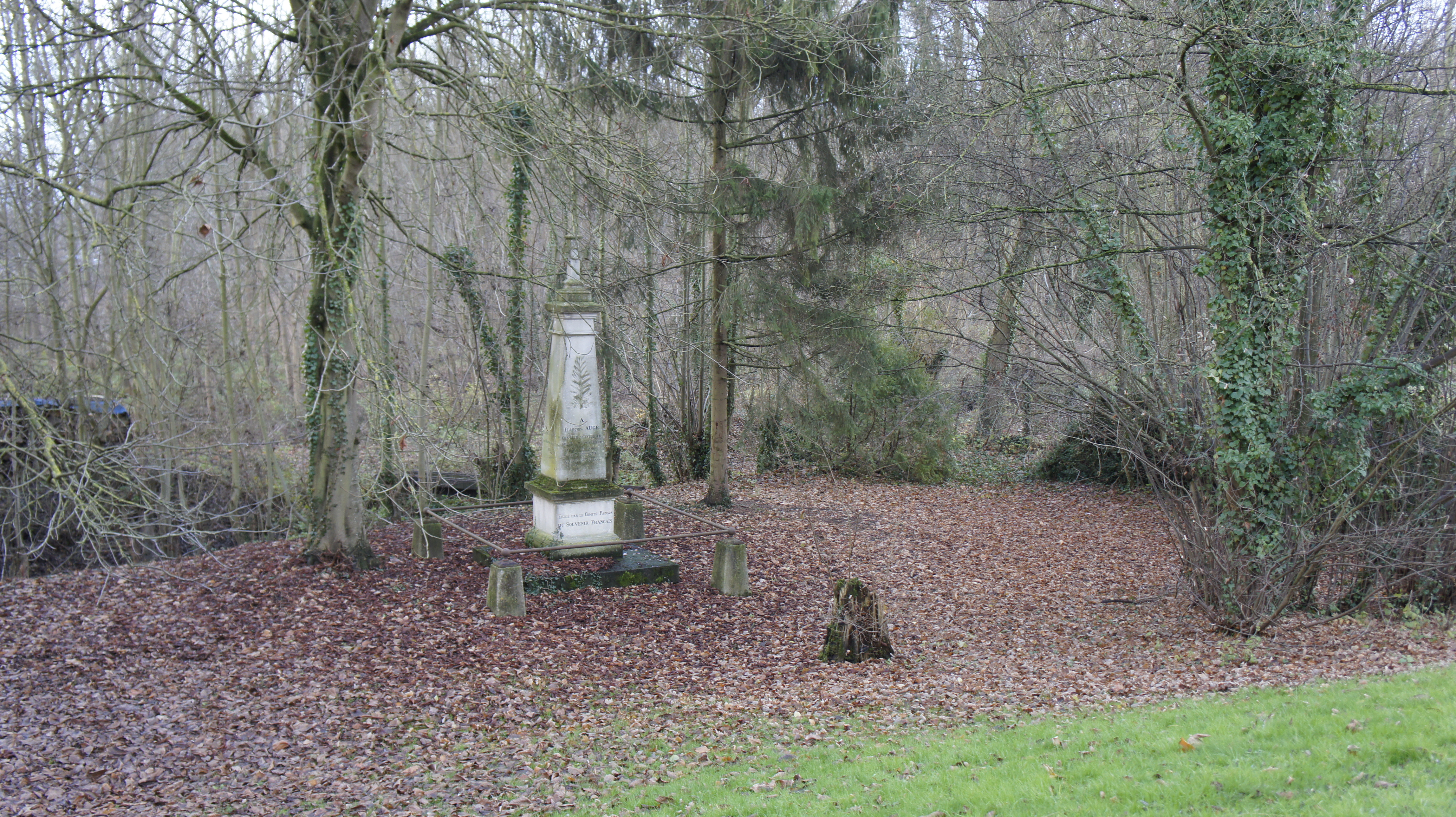
Le monument à François Augé.
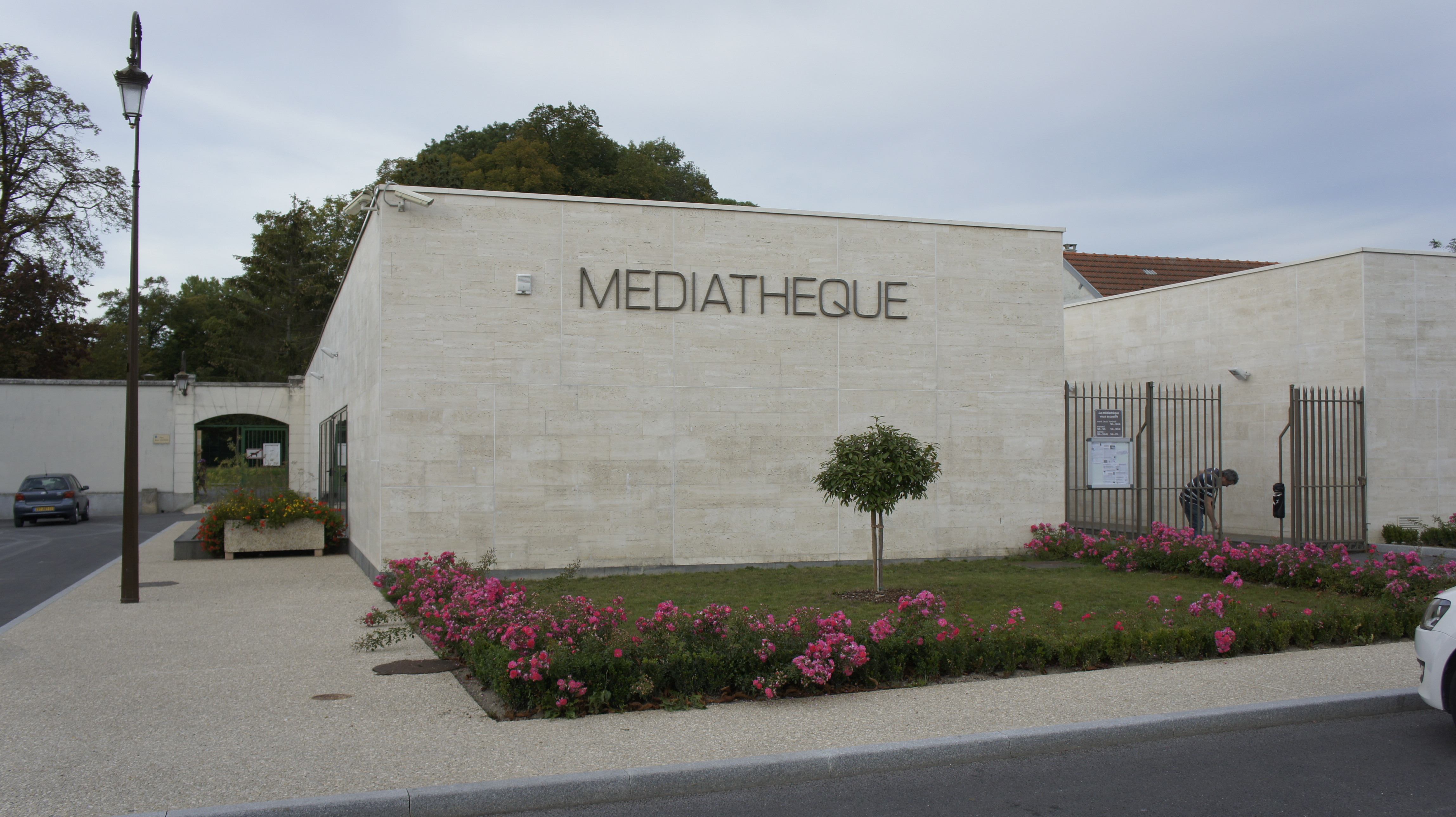
Médiathèque.
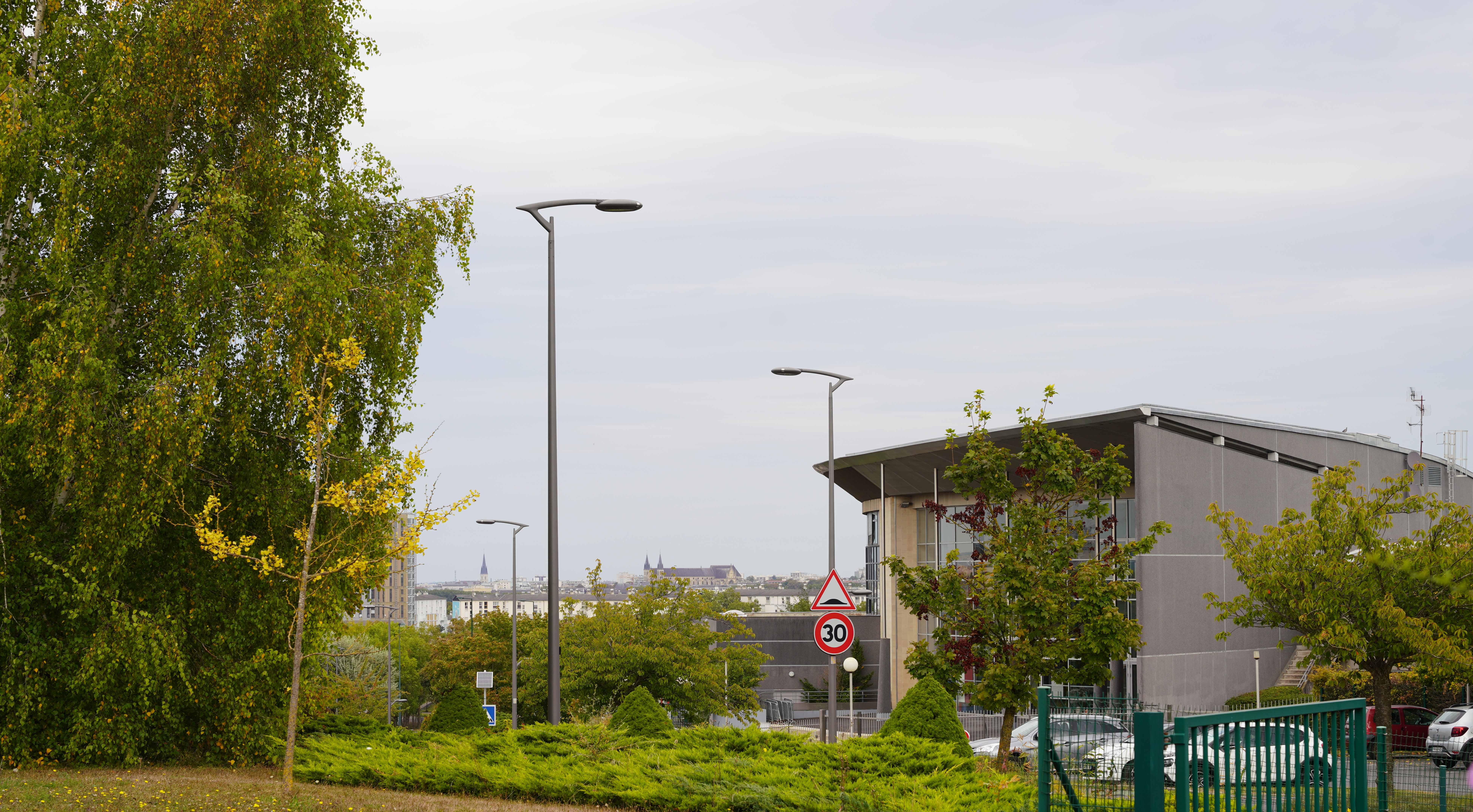
Le collège Coubertin.
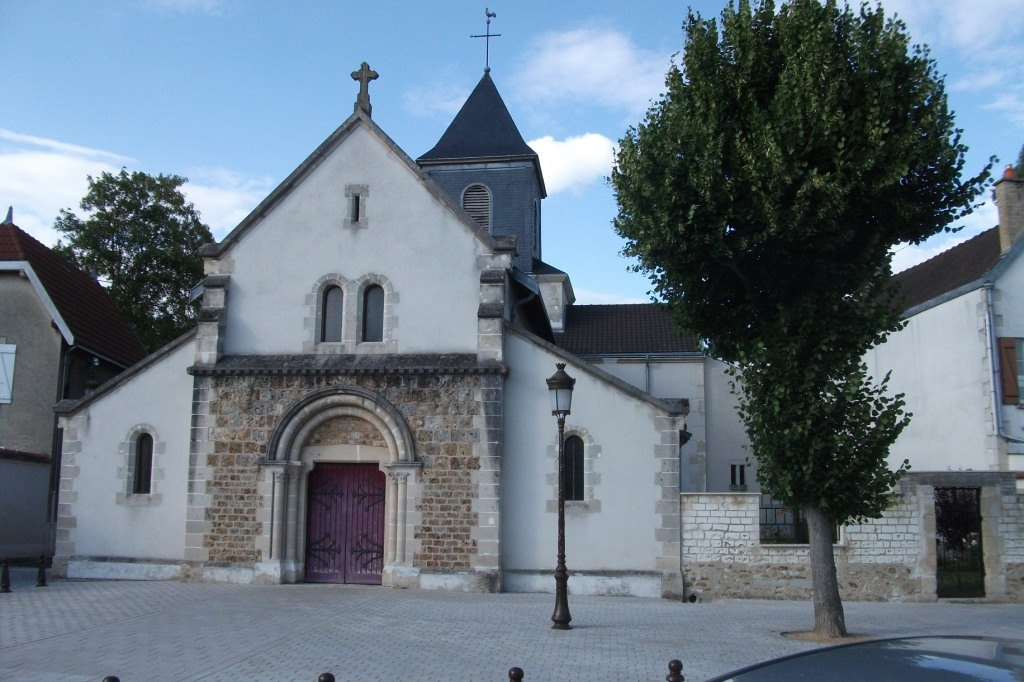
Le portail ouest de l'église.
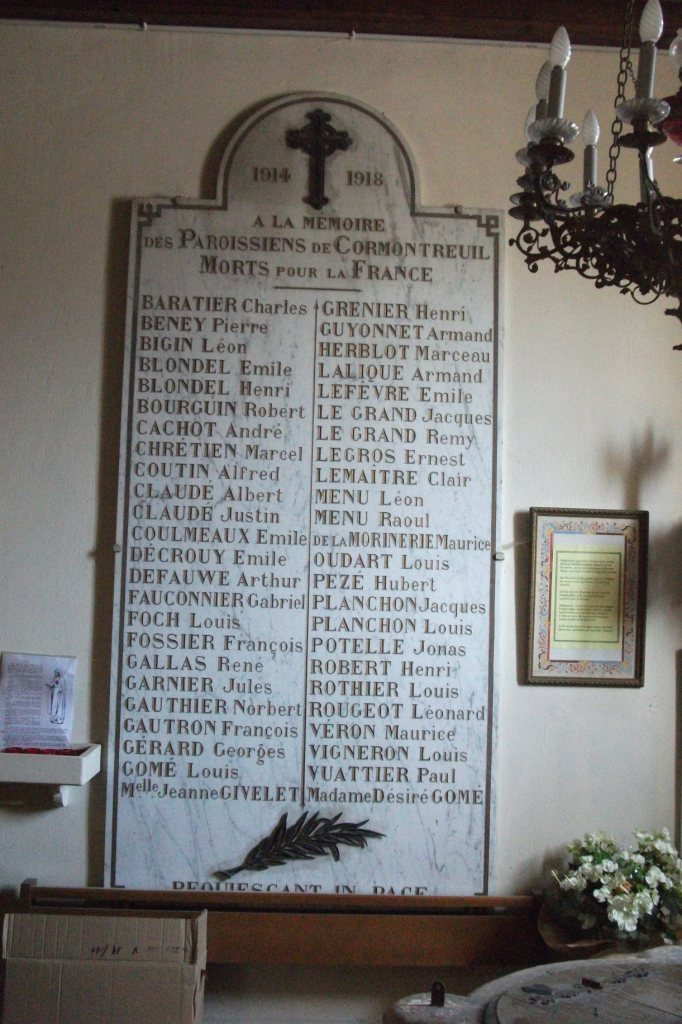
Le monument à la mémoire des morts de la guerre 1914-1918.
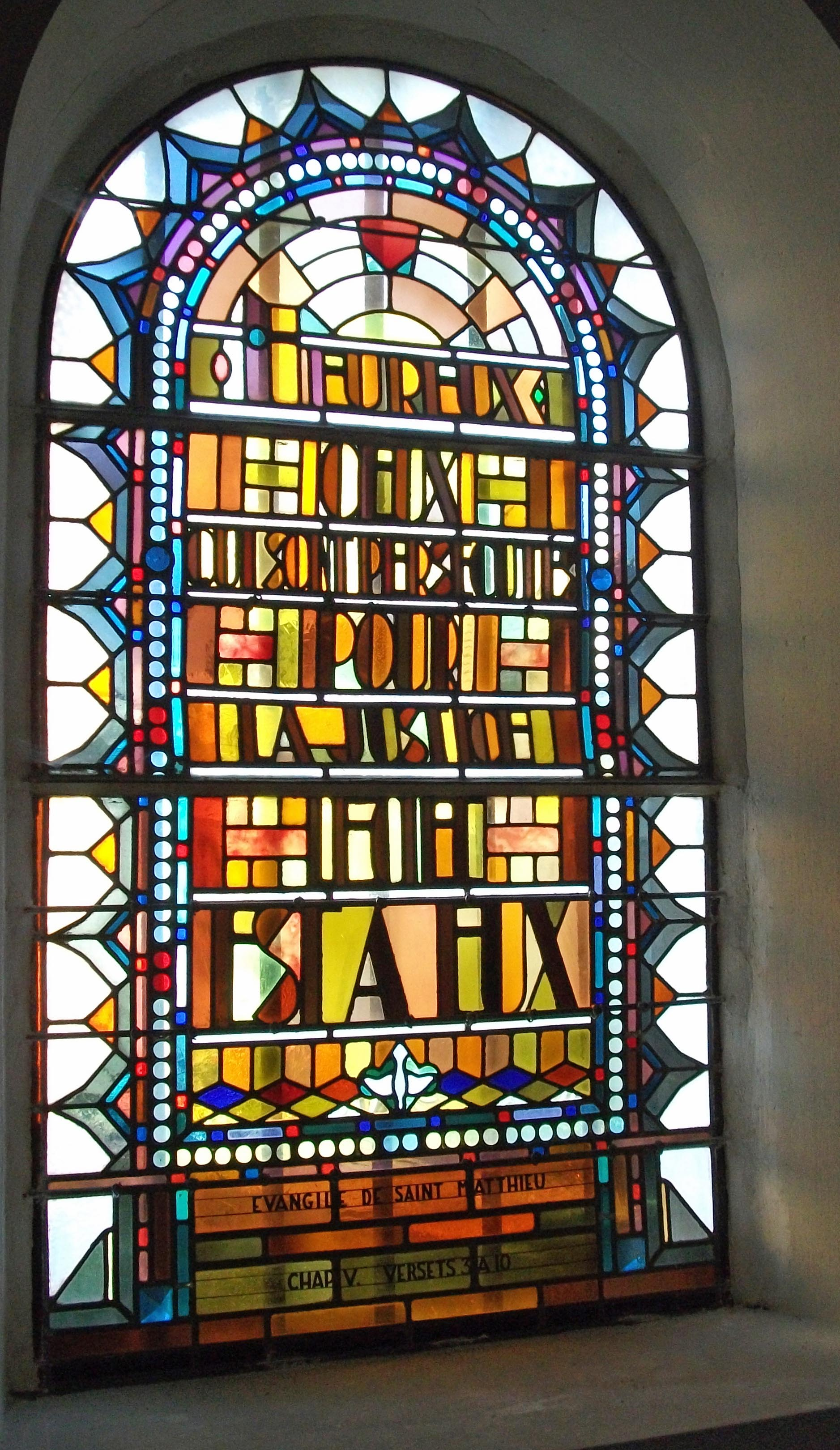
Un vitrail fabrication de Jacques Grüber.
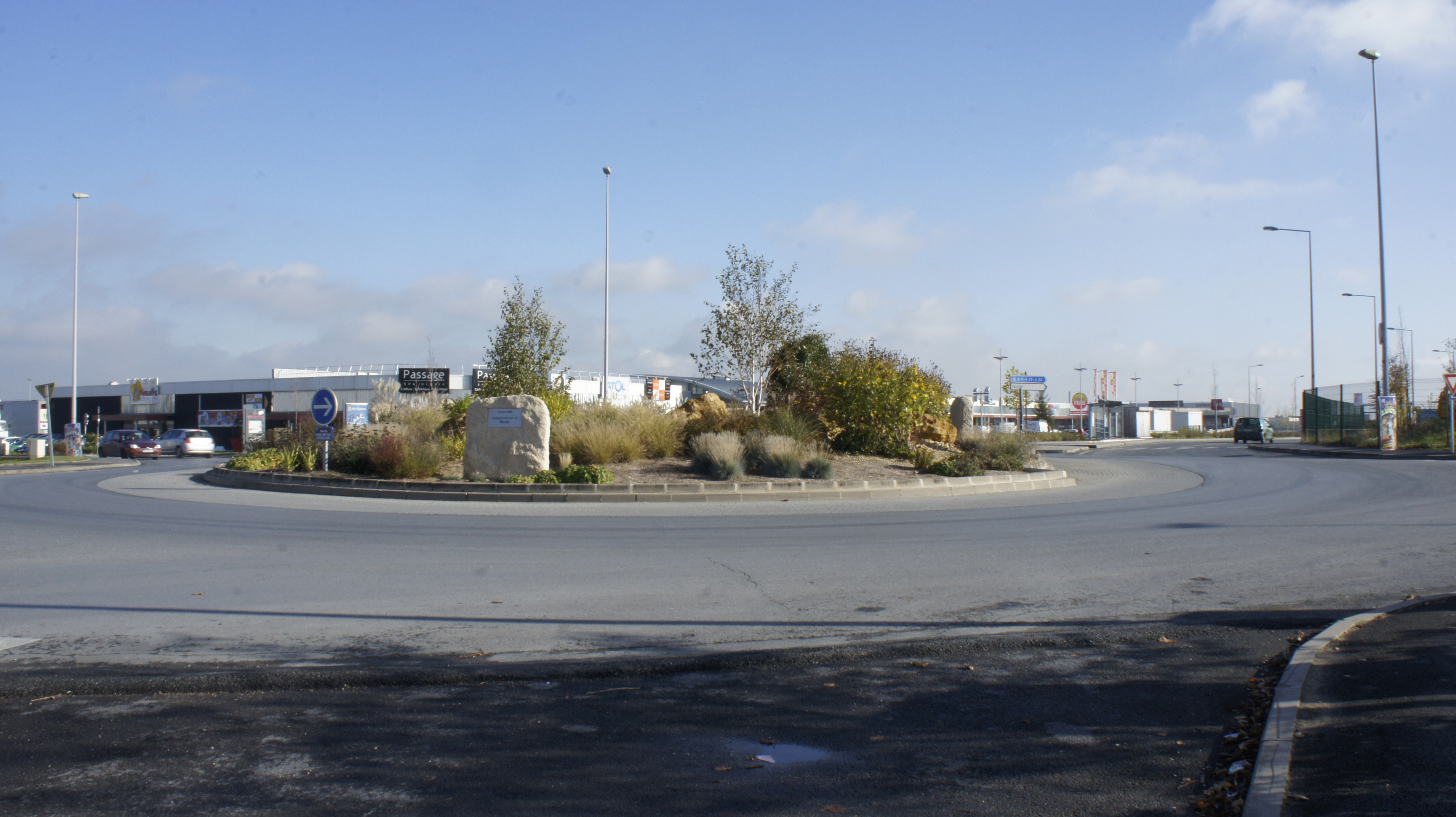
Monument aux conflits de l'AFN.

### Personnalités liées à la commune
- Simon Dauphinot (1821-1889), manufacturier, officier de la Légion d'honneur, mort à Cormontreuil.
- Maurice Landrieux (1857-1926), prélat catholique, évêque de Dijon, né à Cormontreuil.
- Clémence de Pibrac (1869-1938), artiste de music-hall et demi-mondaine de la Belle Époque, propriétaire du château de Cormontreuil (impasse Pasteur), décédée à Cormontreuil[32].
- Suzanne Tourte (1904-1979), peintre-graveur née à Cormontreuil.

### Héraldique
| Blason de Cormontreuil | Blason  | D'azur au sautoir d'argent chargé d'un compas ouvert de sable, cantonné, à dextre, d'une fleur de lys de sinople* et, en pointe, d'une jumelle ondée aussi d'argent et d'un clou aussi de sinople brochant sur la jumelle, aux douze étoiles d'or poséesà plomb en cercle brochant à senestre sur le sautoir et le compas, au chef aussi d'azur brochant sur le sautoir, chargé d'une fasce d'argent côtoyée de deux doubles burèles potencées et contre-potencées d'or. * Il y a là non-respect de la règle de contrariété des couleurs : ces armes sont fautives (fleur de lys de sinople sur azur). |
| Blason de Cormontreuil | Détails | La fleur de lys évoque l'abbaye Saint-Pierre-les-Dames, dont les abbesses furent seigneurs de Cormontreuil jusqu'à la Révolution de 1789. La croix de Saint André évoque le patron de la paroisse, saint André, apôtre qui fut crucifié sur une croix en forme de X. Le compas fait référence à Gérard Chardonnet, connu sous le nom d'arpenteur de Cormontreuil. Il symbolise également l'ouverture de la commune sur le monde technologique et le progrès. Le clou rappelle les moulins (?!) qui étaient situés le long de la Vesle, évoquée ici par les courbes situées au bas du blason. Les étoiles enfin sont là pour mentionner son appartenance à l'Europe. Le statut officiel du blason reste à déterminer. |
| Blason de Cormontreuil | Alias   | D'azur au comble d'argent d'argent chargé de l'inscription « CORMONTREUIL » en lettres capitales du champ, surmontée et soutenue de deux filets en fasce potencés et contre-potencés de sable; au compas à balustre d'argent, mouvant du chef et posé en sautoir, adextré d'une fleur de lis de sinople*, soutenu d'une rivière du champ ondée de sable, mouvant de la pointe et d'un clou de sinople brochant sur la rivière, à douze étoiles d'or, ordonnées en anneau et brochant sur le compas à senestre. |